# Uthangarai
Uthangarai (o Uttangarai, Uttangaral) è una suddivisione dell'India, classificata come town panchayat, di 15.393 abitanti, situata nel distretto di Krishnagiri, nello stato federato del Tamil Nadu. In base al numero di abitanti la città rientra nella classe IV (da 10.000 a 19.999 persone).

## Geografia fisica
La città è situata a 12° 16' 0 N e 78° 32' 60 E e ha un'altitudine di 305 m s.l.m..

## Società

### Evoluzione demografica
Al censimento del 2001 la popolazione di Uthangarai assommava a 15.393 persone, delle quali 7.991 maschi e 7.402 femmine. I bambini di età inferiore o uguale ai sei anni assommavano a 1.498, dei quali 779 maschi e 719 femmine. Infine, coloro che erano in grado di saper almeno leggere e scrivere erano 11.454, dei quali 6.473 maschi e 4.981 femmine.